# Trettondagsafton (film, 1996)
Trettondagsafton (eng: Twelfth Nigh: Or What You Will) är en brittisk-amerikansk dramakomedifilm från 1996 i regi av Trevor Nunn. Filmen är baserad på William Shakespeares pjäs med samma namn. I huvudrollerna ses Imogen Stubbs, Toby Stephens, Helena Bonham-Carter och Nigel Hawthorne.

## Handling
Orsino, hertigen av Illyrien är förälskad i den vackra Olivia, men hans kärlek är inte besvarad, eftersom Olivia endast vill sörja sin bortgångne bror. Efter ett skeppsbrott har Viola kommit till landet, hon klär ut sig till man och under namnet Cesario tar hon tjänst hos hertigen. 
Hertigen ger henne i uppgift att gå till Olivia för att förklara henne sin kärlek, när Viola kommer dit (förklädd till man) blir Olivia förälskad i henne. Under tiden bestämmer sig Olivias släkting, baron Tobias Rap att tillsammans med Maria, Olivias kammarflicka och Baron Andreas Blek af Nosen att spela den högfärdiga Malvolio ett spratt och lyckas lura honom att Olivia är förälskad i honom. 
Viola är samtidigt förälskad i hertigen. Baron Andreas Blek af Nosen uppvaktar också Olivia, och utmanar Viola på duell, men oväntat så dyker Violas tvillingbror Sebastian upp. Olivia tror att han är Viola, och de två förlovar sig. När hertigen och hans följe dyker upp hemma hos Olivia avslöjas allting, och Viola kan gifta sig med hertigen.

## Om filmen
Filmen hade svensk premiär 25 december 1996. Den är baserad på William Shakespeares pjäs med samma namn.

## Rollista i urval
- Imogen Stubbs - Viola/Cesario
- Toby Stephens - Orsino, Hertig av Illyrien
- Helena Bonham-Carter - Olivia
- Nigel Hawthorne - Malvolio
- Steven Mackintosh - Sebastian, Violas bror
- Imelda Staunton - Maria, kammarflicka
- Mel Smith - Baron Tobias Rap
- Richard E. Grant - Baron Andreas Blek af Nosen
- Nigel Hawthorne - Malvolio
- Ben Kingsley - Narren Feste
- Peter Gunn - Fabian
- Nicholas Farrell - Antonio
- Sid Livingstone - kapten
- James Walker - präst